# Nage en eau libre
Pour les articles homonymes, voir Eau libre.
Ne doit pas être confondu avec Nage en eau vive ou Nage libre.
La nage en eau libre ou la natation en eau libre (en anglais : open water swimming, OWS), aussi désignée simplement comme eau libre, désigne toutes les activités de natation pratiquées en mer, en lac ou en rivière, généralement sur des grandes distances. 
La nage en eau libre désigne aussi les épreuves sportives de natation organisées en milieu ouvert. Cette pratique de compétition est régie par la World Aquatics, sauf lorsqu'elle est intégrée à des épreuves de type triathlon. C'est un sport olympique depuis les Jeux de 2008, où elle fait sa première apparition.

## Équipement

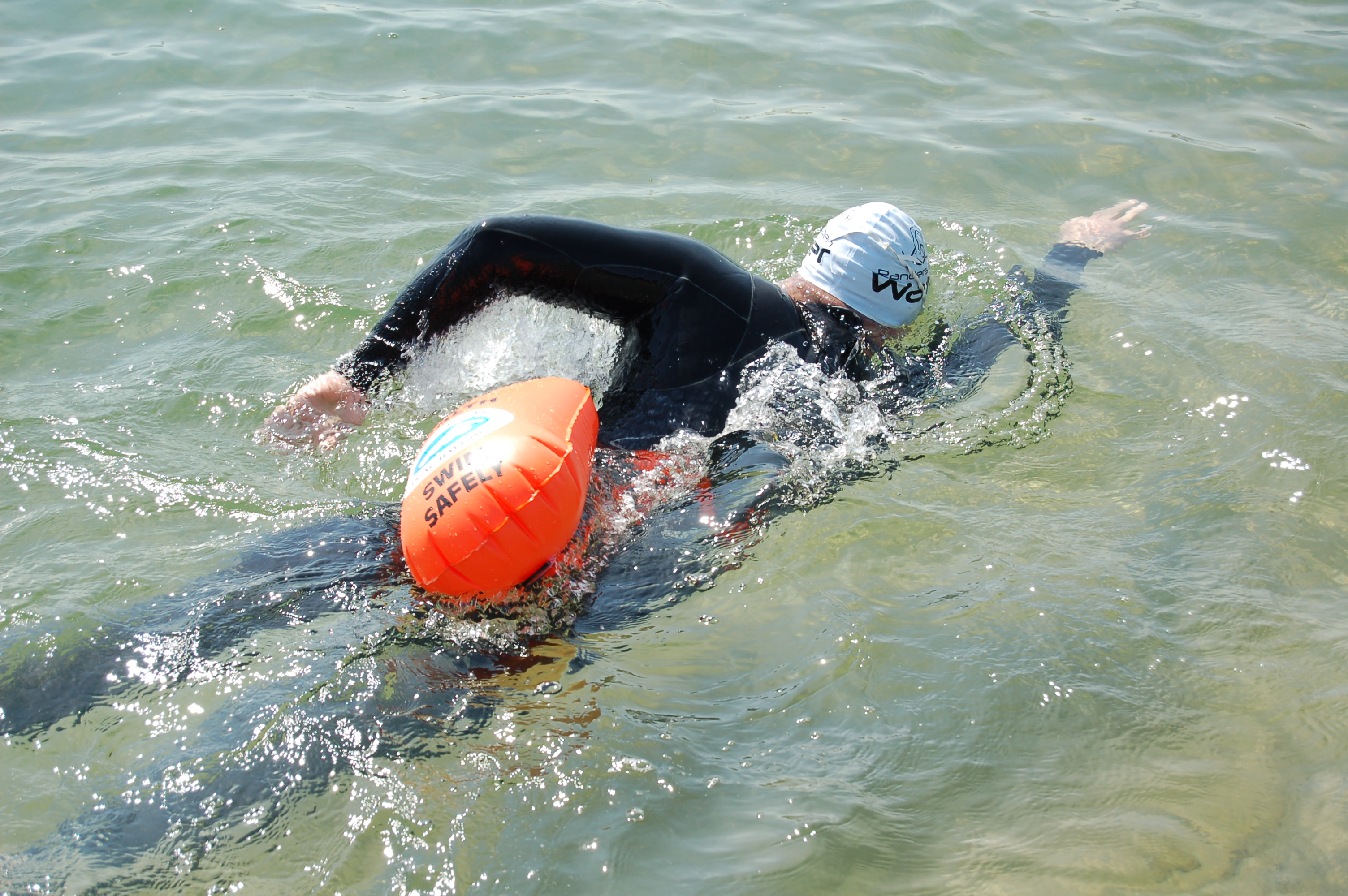
À l'entraînement ou dans certaines compétitions une bouée de couleur vive attachée à la taille peut être utilisée pour améliorer sa visibilité

Le nageur est équipé d'un maillot de bain, de lunettes protectrices, d’un bonnet de bain, de graisse (pour lutter contre le froid et les irritations dues au sel). 
L'équipement autorisé en compétition dépend des organisateurs de course. Certaines courses peuvent se dérouler avec ou sans combinaison en fonction du règlement ou de la température de l'eau. Elles peuvent nécessiter des bateaux d'accompagnement, des kayaks ou encore des stand up paddles pour accroître l'aspect sécurité des nageurs. Certains organisateurs exigent des nageurs de porter un bonnet de bain spécifiquement coloré ou fabriqué pour l'épreuve.
Dans les compétitions de la Fédération internationale de natation (FINA), le port de combinaisons aidant à la flottabilité ou servant de barrière thermique est règlementé : le port de la combinaison thermique (wetsuit) est obligatoire si la température de l’eau est en dessous de 18 °C et optionnelle entre 18 °C et 20 °C.
À l'entraînement ou dans certaines compétitions, une bouée de couleur vive attachée à la taille peut être utilisée pour améliorer sa visibilité dans l'eau. Certains modèles permettent même d'y ranger ses affaires (clés, porte-monnaie, linge, vêtements, etc.). Le nageur peut ainsi entrer dans l'eau à un point A et sortir à un point B sans avoir à laisser ses affaires sur une plage.

## Techniques de course

### Entrée et sortie dans l'eau
En entrant dans l'eau, les nageurs en eau libre peuvent utiliser plusieurs techniques pour profiter des eaux peu profondes. Une de ces techniques consiste à marcher le long du fond. Une autre est le « dolphining », qui consiste à plonger d'abord vers le bas, puis à se lancer vers le haut et vers l'avant. Cette technique peut également aider à éviter les courants. Les nageurs peuvent s'aider des vagues pour sortir plus rapidement de l'eau.

### Nage
Bien que les organisateurs de la plupart des compétitions en eau libre n'imposent pas de nage spécifique, la plupart des concurrents emploient le crawl. L'efficacité de cette nage est démontrée par l'Américaine Gertrude Ederle, qui, en tant que première femme à traverser la Manche, l'a utilisée pour battre le record du monde de plus de 2 heures.

### Orientation
En couvrant de grandes distances, les nageurs en eau libre peuvent se faire dérouter en raison du courant, des vagues, du vent et de la mauvaise visibilité. En compétition, des bouées sont présentes périodiquement sur de grandes étendues d'eau pour aider le nageur à s'orienter. Cependant, ces bouées sont souvent invisibles en raison de l'interférence causée par de l'eau agitée et de la visibilité réduite des lunettes de natation. Les nageurs sont encouragés à «trianguler» en recherchant deux objets alignés et facilement visibles sur un terrain directement derrière le but à atteindre (comme la fin d'une jetée en alignement avec une colline) pour s'assurer qu'ils continuent à bien être alignés pendant la course.

### Aspiration
L'aspiration (en anglais drafting), qui est interdite par certaines règles de course, est la technique consistant à suivre un autre nageur si étroitement que la résistance à l'eau est réduite. Lors d'une nage à côté ou derrière un autre compétiteur dans son sillage, la résistance est réduite et la quantité d'efforts pour nager à la même vitesse est réduite de manière correspondante. Dans des conditions plus calmes ou lorsque les nageurs font face à la côte, ces derniers peuvent également profiter de cette technique immédiatement derrière ou à côté d'un concurrent de vitesse comparable ou plus rapide. Tous les organisateurs de courses ne permettent pas l'aspiration et dans ce cas, les nageurs risquent d'être disqualifiés s'ils sont vus par les officiels à utiliser de cette technique.

## Course en ligne
La course en ligne est la course de base de la nage en eau libre. Tous les concurrents partent en même temps sur une même ligne imaginaire de départ pour réaliser leur parcours (ou course) et peuvent nager les uns dans les pieds des autres pour s'aider. C'est le contraire du contre-la-montre où tous les participants partent un par un de minute en minute et doivent impérativement nager seuls.

### Définition
Définition des termes « natation en eau libre» et « natation marathon », selon le règlement de la Fédération internationale de natation (FINA) :
- OWS 1.1.1 : la Natation en eau libre doit être définie comme n'importe quelle compétition qui se déroule dans un site aquatique naturel  (rivières, lacs, océan, canaux) à l'exception des épreuves de 10 km ;
- OWS 1.1.2 : la Natation de marathon doit être une épreuve se déroulant dans un site aquatique naturel couvrant une distance de 10 km.

### Infractions
Définition du terme « infraction », selon le règlement de la FINA et de la FFN :
Il y a infraction lorsqu'un nageur, par lui-même ou par l'intermédiaire de son représentant désigné, ou de son bateau d'escorte, tire avantage par violation du règlement ou en ayant un contact intentionnel avec un autre nageur. Dans ce cas, la procédure suivante sera appliquée:
- 1re infraction : avertissement. Un drapeau jaune et une carte portant le numéro du nageur seront levés par le juge-arbitre pour signaler et informer le nageur qu'il viole le règlement (OWS 3.6).
- 2e infraction : disqualification. Un drapeau rouge et une carte portant le numéro du nageur seront levés par le juge-arbitre pour signaler et indiquer au nageur qu'il viole une seconde fois le règlement. Le nageur sera disqualifié. Il doit quitter l'eau immédiatement et être placé dans un bateau d'escorte, et ne plus prendre part à la compétition (OWS 3.6).

## Compétitions

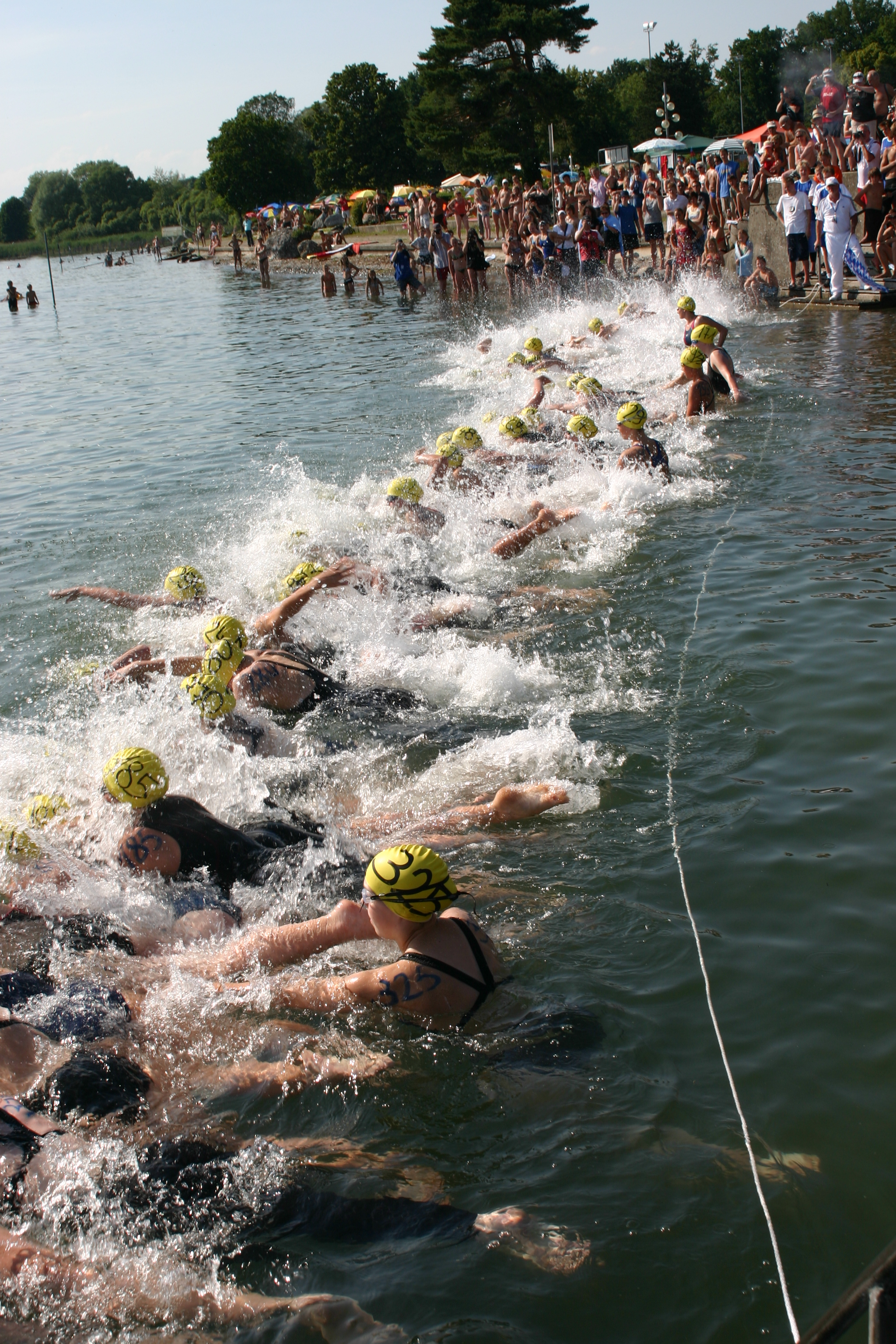
Départ en ligne lors des Championnats d'Allemagne à Lindau en 2009.

### Jeux olympiques
Le 27 octobre 2005, le Comité international olympique (CIO) décide d'intégrer la nage en eau libre au programme officiel des Jeux olympiques d'été de 2008 à Pékin avec l'épreuve du 10 km, disputée par les hommes et par les femmes (voir Natation aux Jeux olympiques d'été de 2008).

### Autres compétitions
- Championnats du monde de nage en eau libre (de 2000 à 2010) puis intégrés aux Championnats du monde de natation (depuis 2011). En plus du 10 km, épreuve qualificative pour les Jeux olympiques d'été, se disputent également un 5 km, un 25 km et un 5 km en relais par équipes.
- Coupe du monde de marathon FINA (depuis 2007, épreuves sur des distances de 10 km et renommé en 2018 en FINA Marathon Swim World Series)
- Grand Prix FINA de nage en eau libre (depuis 2007, épreuves sur des distances de plus de 10 km et renommé en 2018 en FINA UltraMarathon Swim Series)[3]
- Championnats d'Europe de natation (depuis 1995, selon les années...)
- Coupe d'Europe de nage en eau libre
- Championnats d'Europe juniors de nage en eau libre
- Coupe de France de nage en eau libre
- Coupe de Noël, à Genève
- Défi Monte Cristo, entre le château d'If et la plage du Prado à Marseille
- Lac de Zurich Swim, à Zurich[4]
- Marathon aquatique Santa Fe-Coronda
- Open Swim Stars, circuit dans 9 villes de France et 1 de Suisse[5],[6]
- Traversée de Paris à la nage
- Traversée internationale du lac Saint-Jean

Il existe aussi des épreuves par équipes (souvent trois équipiers) où, à l'image des contre-la-montre en cyclisme, chacun se relaie tour à tour ou encore des compétitions dites indoor se déroulant en piscine.

## Distances
- 5 km en eau libre correspond environ à un semi-marathon de course à pied;
- 10 km correspond environ à un marathon de course à pied;
- plus de 10 km, ainsi que les longues traversées, à un « ultra ».

À noter que le 10 km est la seule distance disputée aux Jeux olympiques d'été depuis 2008.

## Raids
On appelle raids des exploits sportifs individuels réalisés sur de très grandes distances (exemple de la traversée de la Manche à la nage) qui fait partie du défi Ocean's Seven.

### Ocean's Seven
L'Ocean's Seven est un défi sportif composé des sept traversées maritimes à travers le monde : pas de Calais, détroit de Gibraltar, Molokai (Hawaï), Channel Islands (USA), détroit de Tsugaru (Japon), détroit de Cook (Nouvelle-Zélande) et canal du Nord.
En 2019, Emma-Claire Fierce devient la première française à s’engager dans l’oceans seven en réalisant la traversée du Tsugaru Channel au Japon en 9heures 51 minutes et 24 secondes.

## Athlètes de haut niveau

### Hommes
- Vladimir Dyatchin : nageur en eau libre de l'année (2007), double champion du monde du 10 km en eau libre (2003, 2007)
- Trent Grimsey : vainqueur du Grand Prix FINA de nage en eau libre (2012), vainqueur de la Traversée internationale du lac Saint-Jean (2012), détenteur du record de la Traversée de la Manche à la nage en 6 h 55 min (2012)
- Stéphane Lecat : champion d'Europe du 25 km en eau libre (2000), triple vainqueur de la Traversée internationale du lac Saint-Jean (1996, 1999, 2000), Traversée de la Manche à la nage en 8 h 19 min (2003)
- /  Benoît Lecomte : premier nageur à faire la Traversée de l'Atlantique à la nage en 73 jours avec 6 à 8 heures de nage par jour en sessions de 2 heures (1998)
- Thomas Lurz : nageur en eau libre de l'année (2005, 2006, 2009, 2011, 2013), septuple champion du monde consécutif du 10 km en eau libre (2005, 2006, 2007, 2008, 2009, 2010, 2011), triple champion du monde du 10 km en eau libre (2004, 2006, 2009), quadruple champion d'Europe du 10 km en eau libre (2006, 2008, 2010, 2011)
- Kevin Murphy : détenteur du record masculin de traversées de la Manche à la nage avec 34 traversées. Il est surnommé le « roi de la Manche ».
- Axel Reymond : champion du monde du 25 km en eau libre 2017, double champion d'Europe du 25 km en eau libre (2014, 2016), septuple champion de France consécutif du 25 km en eau libre (2012, 2013, 2014, 2015, 2016, 2017, 2018), double champion de France du 10 km en eau libre (2013, 2015), champion de France du 5 km en eau libre (2015), vice-champion d'Europe du 5 km en eau libre (2018)
- Simone Ruffini : double vainqueur consécutif de la Coupe du monde de marathon FINA (2016, 2017)
- Petar Stoychev : onze fois vainqueur du circuit mondial de la natation en eau libre (de 2001 à 2011), onze fois vainqueur consécutif de la Traversée internationale du lac Saint-Jean (de 2001 à 2011), Traversée de la Manche à la nage en 6 h 57 min (2007)
- Jacques Tuset : spécialiste de raids en eau libre avec notamment la Traversée de la Manche à la nage en 12 h 40 min (2002), premier Français à traverser le détroit de Gibraltar (15 km) (Espagne - Maroc), premier Français à traverser le Beltquerung (21 km) (Allemagne - Danemark), challenge des îles-prisons oú il s’agit de relier à la nage de célèbres prisons basées sur des îles au continent le plus proche
- Stéphane Krause: nageur "libre" se distingue par ses nages dans les tempêtes, dans des conditions de mer forte, de fort courant ou déferlantes sur des côtes sauvages. En dehors de toute organisation ou compétition, il réalise la plupart de ses nages en solo intégral sans assistance (par exemple passage du Raz de Sein, tempête Ciaran, Pointe de Corbiere (Jersey) ou côte sauvage de Quiberon...). En 2023, il réalise le Tour du Mont Saint Michel.

### Femmes
- Rachele Bruni : double vainqueur consécutif de la Coupe du monde de marathon FINA (2015, 2016)
- Ana Marcela Cunha : nageuse en eau libre de l'année (2010), quadruple championne du monde du 25 km en eau libre (2011, 2015, 2017, 2019), quadruple vainqueur de la Coupe du monde de marathon FINA (2010, 2012, 2014, 2018), championne olympique du 10 km en eau libre (2020)
- Pilar Geijo : quadruple vainqueur du Grand Prix FINA de nage en eau libre (2010, 2011, 2014, 2015)
- Larisa Ilchenko : nageuse en eau libre de l'année (2006, 2007, 2008), championne olympique du 10 km en eau libre (2008), quintuple championne du monde du 5 km en eau libre (2004, 2005, 2006, 2007, 2008), triple championne du monde du 10 km en eau libre (2006, 2007, 2008)
- Angela Maurer : deux titres de championne du monde (2006, 2009), deux titres de championne d'Europe (2006)
- Chloe McCardel : nageuse ayant traversé la Manche au moins vingt fois dont une triple traversée
- Aurélie Muller : nageuse en eau libre de l'année (2015), double championne du monde du 10 km en eau libre (2015, 2017), championne d'Europe du 10 km en eau libre (2016)
- Keri-Anne Payne : double championne du monde du 10 km en eau libre (2009, 2011)
- Alison Streeter : détentrice du record absolu de traversées de la Manche à la nage avec 43 traversées. Elle est surnommée la « reine de la Manche ».
- Edith van Dijk : triple championne du monde du 25 km en eau libre (2000, 2002, 2005), double championne du monde du 10 km en eau libre (2000, 2005)
- Sharon van Rouwendaal : championne olympique du 10 km en eau libre (2016), double championne d'Europe du 10 km en eau libre (2014, 2018)
- Leonie Beck : championne du monde du 10 km nage en eau libre en 2023[8]

## Dangers
La nage en eau libre, comme toute pratique sportive en milieu naturel, comporte un certain nombre de dangers. Les principales différences par rapport à la nage en piscine sont la température de l'eau, la visibilité, les conditions météorologiques ainsi que l'aspect sécurité.

### Alcool
Il n'est pas recommandé de consommer de l'alcool avant toute nage en eau libre. L'alcool pouvant altérer le jugement, l'orientation et la capacité physique du nageur tout comme son équilibre et sa coordination. Cela peut amener à une noyade.

### Courants
En mer ou dans un lac, des courants sont susceptibles de freiner la progression du nageur. En entrant dans l'eau, le nageur doit aussi prendre en compte les éventuels courants d'arrachement.

### Crampes musculaires
Les crampes musculaires pouvant survenir lorsque le nageur est éloigné de la rive constituent également un danger de noyade. En cas de crampe, le nageur doit rester calme et essayer d'étirer le muscle touché tout en flottant dans l'eau.

### Déshydratation
En mer ou dans un lac, par une journée chaude, le corps va transpirer. La sueur produite aide le corps à se refroidir, mais sans un bon apport de liquide, il va se déshydrater. La déshydratation peut entraîner une perte de connaissance. La corrélation entre la déshydratation et la natation en eau libre, c'est que dans l'eau, le corps peut tout de même transpirer même si on ne réalise pas qu'il a chaud ou qu'il est en sueur. Cela signifie qu'il pourrait devenir sévèrement déshydraté sans même s'en rendre compte, et, en définitive, devenir très faible alors qu'on se trouve dans l'eau. La nage en eau libre entraîne la perte de sel et d'eau due à la transpiration. Pour compenser ce manque, il faut s'assurer d'avoir consommé suffisamment de liquides avant et d'avoir idéalement des collations salées sous la main.[réf. nécessaire]

### Hydrocution
L'hydrocution est un arrêt brutal du cœur et de la respiration en pénétrant brusquement dans l'eau, conséquence de la différence entre la température du corps et celle du milieu aquatique et qui peut provoquer la noyade (on dit alors qu'il s'agit d'une noyade syncopale). 
C'est un choc thermique. En effet, la température élevée (à la suite d'une exposition au soleil) provoque une dilatation des vaisseaux sanguins afin d'évacuer la chaleur du soleil que le corps reçoit en trop. Pour cela, le cœur doit augmenter son rythme pour accélérer ce refroidissement. Or, le contact de la peau avec l'eau froide entraîne un réflexe de l'organisme qui contracte brutalement les vaisseaux sanguins pour garder un maximum de chaleur et ramener plus de sang à l'intérieur du corps. Mais comme le cœur avait auparavant augmenté son rythme cardiaque, cette vasoconstriction provoque une hypertension (tension trop forte dans les vaisseaux). Pour lutter contre cette augmentation anormale de pression artérielle, le rythme cardiaque va brusquement ralentir, mais beaucoup trop rapidement, le cerveau ne recevant plus assez d'oxygène et provoque alors, une syncope (perte de connaissance).
Tout le monde est susceptible d'être victime d'hydrocution, mais les enfants et les personnes âgées ont plus de risques car ils sont plus fragiles.
Pour éviter ce choc thermique, il est recommandé de:
- prendre graduellement une douche froide ou entrer dans l'eau progressivement
- mouiller d'abord la nuque, le thorax et le dos, riches en récepteurs thermiques
- éviter auparavant une exposition trop intense au soleil
- boire beaucoup de liquides avant de sauter à l'eau
- éviter les repas copieux et alcoolisés
- ne pas se baigner pendant la digestion
- ne pas se baigner seul sans surveillance

### Hyperthermie
L'hyperthermie est le contraire de l'hypothermie. Elle se caractérise par une montée dangereuse de la température du corps. Chez l’Homme, à partir de 41,5 °C il y a des risques de mort. C'est dire si c’est un risque important.
Les symptômes de l’hyperthermie dans le cas de la pratique de la natation sont des maux de tête, des nausées et une réduction de la vision.
Dans un cas d'hyperthermie, il faut rapidement se dévêtir pour faire baisser la température corporelle et boire de l’eau pour éviter la déshydratation. On peut donc imaginer les conséquences d’un malaise au milieu d’un lac ou bien en mer qui pourraient être dramatiques. Le nageur en eau libre professionnel américain Francis Crippen décède d'hyperthermie le 23 octobre 2010 à Fujaïrah, aux Émirats arabes unis lors de la dernière épreuve de la Coupe du monde de marathon de natation 10 km. À la suite de son décès, la FINA adapte son règlement sur le port des combinaisons.

### Hypothermie
La température de l'eau est un facteur que le nageur en eau libre doit prendre en compte. La perte de la chaleur du corps dans l'eau qui est d'environ 25 fois plus élevée que dans l'air, en est un autre plus significatif. L'hypothermie survient lorsque l'organisme perd plus de chaleur qu'il n'en produit provoquant la chute de la température interne du corps. Elle est dangereuse parce qu'elle touche les organes vitaux, le cerveau, le cœur, les poumons entre autres. Même un cas bénin d'hypothermie affecte les capacités physiques et mentales du nageur en eau libre et augmente le risque d'accidents. L'hypothermie sévère entraîne une perte de conscience et peut entraîner la mort. La perte de chaleur corporelle élevée dans l'eau ne s'arrête pas à des températures supérieures à 20 °C qui sont considérées comme confortables. Des difficultés de nager, voir dans les cas extrêmes, même des décès par perte de chaleur, peuvent se produire à ces températures. C'est le cas pour des nageurs inexpérimentés, qui au début se sentent à l'aise, et qui mis en confiance, s'aventurent trop loin de la rive, combiné souvent avec la consommation d'alcool et qui peut être une cause de noyade pendant la nage. 
L'urticaire au froid est un trouble caractérisé par l'apparition rapide de démangeaisons, de rougeurs et gonflements de la peau en quelques minutes après l'exposition à un stimulus froid. Ceux qui sont allergiques au froid courent le risque d'anaphylaxie sévère à l'eau froide et donc un risque de noyade par état de choc ou perte de connaissance. Les personnes courant ce risque devraient s'abstenir de nager seules.
À l'entraînement, le choix de porter une combinaison ou non incombe au nageur en eau libre en fonction de la température de l'eau. En compétition, le choix incombe à l'organisateur.

### Pollution
Lors de fortes chaleurs (température de l'eau supérieure à 20 °C) dans des eaux peu profondes riches en végétation ou bien dans les zones où existent un manque d'hygiène des eaux, il y a risque d'apparition de dermatite du baigneur. Cette dermatite, qui provoque une réaction bénigne mais désagréable, est due à une larve d'un parasite des oiseaux aquatiques que l'on appelle couramment la puce de canard. Cette larve pénètre dans la peau et provoque de fortes démangeaisons. Pour réduire les risques d'attraper la dermatite du baigneur, il faut après la baignade, se doucher, se sécher le corps immédiatement et soigneusement avec une serviette et, si possible, changer de vêtements.

### Turbidité
La turbidité est la mauvaise visibilité dans l'eau.
Un lac, par exemple, est soumis aux influences des cours d'eau qui s'y jettent et qui en cas d'orage, charrient une grande quantité de matériaux en suspension. La transparence des eaux dépend donc de leur teneur en particules solides, mais aussi de la densité du plancton dont la prolifération modifie parfois l'image séduisante d'un lac en le colorant de teintes peu attrayantes, allant du rougeâtre au brunâtre. Cette turbidité de l'eau, conjuguée avec une géographie des rives souvent abruptes, entraînent le danger d'y perdre pied rapidement et brutalement tout en étant tout près du bord.

### Alimentation
L'alimentation en eau libre est un sujet globalement complexe en raison de plusieurs éléments. 
En premier lieu dans un contexte d'eau salée, l'ingestion faible mais régulière d'eau de mer provoque une dégradation douloureuse des parties sensibles de la langue (la pointe de la langue en particulier) ainsi que de toute la paroi de l’œsophage. De plus, l'eau salée cumulée dans l'estomac peut provoquer des vomissements.
Ensuite, la position allongée demande une capacité de digestion particulière ou une  alimentation particulière en eau libre qui reste propre à chacun. Il est généralement conseillé de s'alimenter en liquide afin de faciliter l'ingestion et limiter les vomissements. De plus, cela permet de limiter le nombre de selles, ce qui, avec une combinaison néoprène, peut s'avérer inconfortable.
Enfin, la température joue également un rôle important puisqu'en général la température extérieure a peu de chances d'être égale à la température de l'eau, ce qui implique des écarts potentiellement préjudiciables à une bonne digestion.